# Mitocondria

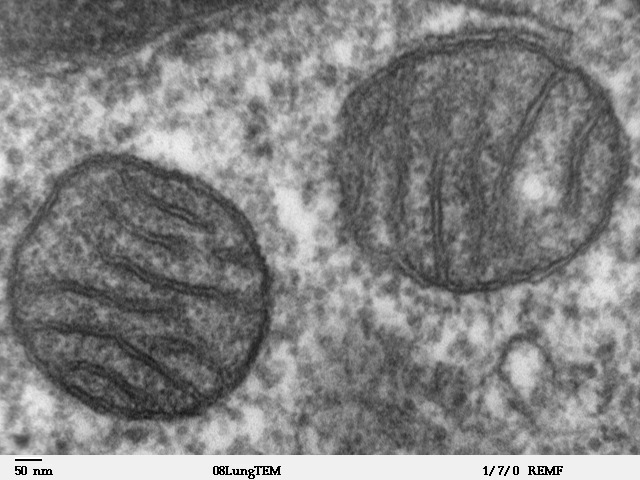
Imagen obtenida por microscopía electrónica del tejido pulmonar de un mamífero, donde se visualizan dos mitocondrias.

Reconstrucción 3D de la estructura interna.

Las mitocondrias son orgánulos celulares eucariotas encargados de suministrar la mayor parte de la energía necesaria para la actividad celular a través del proceso denominado respiración celular. Actúan como centrales energéticas de la célula y sintetizan ATP a partir de los combustibles metabólicos (glucosa, ácidos grasos y aminoácidos). Llevan a cabo su síntesis de ácidos grasos (mtFASII), esencial para la biogénesis mitocondrial y la respiración celular. La mitocondria presenta una membrana exterior permeable a iones, metabolitos y muchos polipéptidos. Eso se debe a que contiene proteínas que forman poros llamados porinas (canal aniónico dependiente de voltaje VDAC), que permiten el paso de moléculas de hasta 5 kDa de masa y un diámetro aproximado de 2 nm.

Existen enfermedades mitocondriales que son desórdenes resultantes de la deficiencia de una o más proteínas mitocondriales involucradas en el metabolismo, de tipo congénito o bien  adquirido, por drogas, infecciones o causas ambientales.

## Descubrimiento de la mitocondria
El descubrimiento de las mitocondrias fue un hecho colectivo. El gran número de términos que se refieren a este orgánulo es prueba de ello: blefaroplasto, condrioconto, condriomitos, condroblastos, condriosomas, condriosferas, fila, gránulos fucsinofílicos, Korner, Fadenkörper, mitogel, cuerpos parabasales, vermículas, sarcosomas, cuerpos intersticiales, plasmosomas, plastocondrios, bioblastos. Cowdry intentó en 1918 sistematizar y unificar todos los términos.
Es probable que las primeras observaciones se deban al botánico suizo Albert von Kölliker, quien entre 1880 y 1888 anotó la presencia de unos gránulos en células musculares de insectos a los que denominó sarcosomas. Llegó incluso a la conclusión de que presentaban membrana. En 1882, el alemán Walther Flemming descubrió una serie de inclusiones a las que denominó fila. En 1884 también fueron observados por Richard Altmann, quien más tarde en su obra publicada en Leipzig Die Elementarorganismen describe una serie de corpúsculos que observa mediante una tinción especial que incluye fucsina. Especula que se trata de una suerte de parásitos independientes, con su propio metabolismo y los denomina bioblastos. El hallazgo fue rechazado como un artefacto de la preparación, y solo más tarde fue reconocido como mitocondrias por N. H. Cowdry (en Estados Unidos, en 1916). También los «plastídulos» del protozoólogo italiano Leopoldo Maggi podrían tratarse de observaciones tempranas de mitocondrias.
Sin embargo, el nombre de mitocondria, que alcanzó mayor fortuna, se debe a Carl Benda, quien en 1889 denominó así a unos gránulos que aparecían con gran brillo en tinciones de cristal violeta y alizarina, y que antes habían sido denominados «citomicrosomas» por Velette St. George. En 1904 F. Meves confirma su presencia en una planta, en concreto en células del tapete de la antera de Nymphaea, y en 1913 Otto Heinrich Warburg descubre la asociación con enzimas de la cadena respiratoria, aunque ya Kingsbury, en 1912, había relacionado estos orgánulos con la respiración celular. En 1934 fueron aisladas por primera vez a partir de homogeneizados de hígado y en 1948 Hogeboon, Schneider y Palade establecen de forma definitiva la mitocondria como el lugar donde se produce la respiración celular.
La presencia del ADN mitocondrial fue descubierta por Margit M. K. Nass y Sylvan Nass en 1963.

## Estructura y composición

Estructura de una mitocondria

La morfología de la mitocondria es difícil de describir, puesto que son estructuras muy plásticas que se deforman, se dividen y fusionan. Lo normal es que se las represente de forma alargada. Su tamaño oscila entre 0,5 y 1 micrómetros (μm) de diámetro y hasta 8 μm de longitud. Su número depende de las necesidades energéticas de la célula. Al conjunto de las mitocondrias de la célula se le denomina condrioma celular.
Las mitocondrias están rodeadas de dos membranas claramente diferentes en sus funciones y actividades enzimáticas, que separan tres espacios: el citosol (o matriz citoplasmática), el espacio intermembranoso y la matriz mitocondrial.

### Membrana externa
Es una bicapa lipídica exterior permeable a iones, metabolitos y muchos polipéptidos. Eso se debe a que contiene proteínas que forman poros, llamadas porinas (canal aniónico dependiente de voltaje VDAC), que permiten el paso de grandes moléculas de hasta 5000 daltons y un diámetro aproximado de 20 Å. La membrana externa realiza relativamente pocas funciones enzimáticas o de transporte. Contiene entre un 60 y un 70 % de proteínas.

### Membrana interna
La membrana interna contiene más proteínas (80 %), carece de poros y es muy selectiva; contiene muchos complejos enzimáticos y sistemas de transporte transmembrana, que están implicados en la translocación de moléculas.

### Crestas mitocondriales

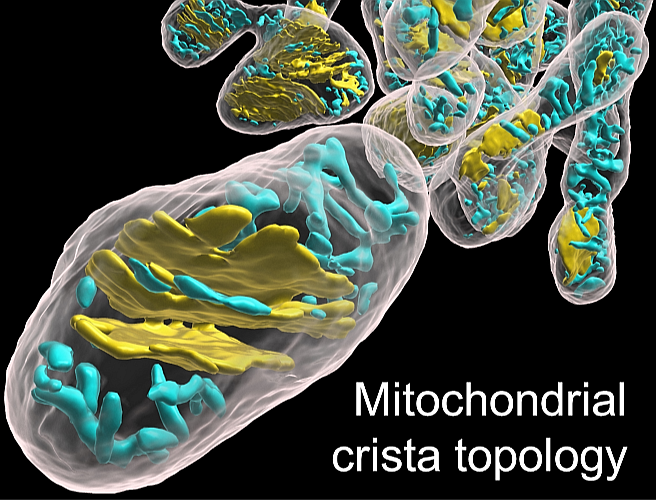
Crestas tubulares (en azul) y laminares (en amarillo). Mitocondrias 3D.

Las curvas (convolutas) de las crestas son una característica estructural y funcional crítica para las mitocondrias. La estructura de la cresta es muy diversa entre los diferentes tipos de células, lo que refleja su papel en la adaptación metabólica.
En la mayoría de las eucariotas, las crestas forman seudo-tabiques, en lo habitual, aplanados, más o menos perpendiculares al eje de la mitocondria. En algunos protistas tienen forma tubular o discoidal.
Estudios recientes demostraron que la membrana de las crestas no se forma por invaginación de la membrana interna, sino que conforman un sistema membranoso aparte de la membrana interna y la externa. Se conectan a la membrana interna en puntos concretos que facilitan el transporte de metabolitos entre los distintos compartimentos de la mitocondria.
En la membrana de las crestas se llevan a cabo funciones relacionadas con el metabolismo oxidativo como la cadena respiratoria o la fosforilación oxidativa.
1. La cadena de transporte de electrones, compuesta por cuatro complejos enzimáticos fijos y dos transportadores de electrones móviles: 
  1. Complejo I o NADH deshidrogenasa que contiene flavina mononucleótido (FMN).
  2. Complejo II o succinato deshidrogenasa; ambos ceden electrones al coenzima Q o ubiquinona.
  3. Complejo III o citocromo bc1 que cede electrones al citocromo c.
  4. Complejo IV o citocromo c oxidasa que cede electrones al O2 para producir dos moléculas de agua.
2. Un complejo enzimático, el canal de H+ ATP sintasa que cataliza la síntesis de ATP (fosforilación oxidativa).
3. Proteínas transportadoras que permiten el paso de iones y moléculas a través de ellas, como ácidos grasos, ácido pirúvico, ADP, ATP, O2 y agua; pueden destacarse:
  1. Nucleótido de adenina translocasa. Se encarga de transportar a la matriz mitocondrial el ADP citosólico formado durante las reacciones que consumen energía y, paralelamente, transloca hacia el citosol el ATP recién sintetizado durante la fosforilación oxidativa.
  2. Fosfato translocasa. Transloca fosfato citosólico junto con un hidrón a la matriz; el fosfato es esencial para fosforilar el ADP durante la fosforilación oxidativa.

### Espacio intermembranoso
Entre ambas membranas queda delimitado un espacio intermembranoso que está compuesto de un líquido similar al hialoplasma; tiene una alta concentración de protones como resultado del bombeo de los mismos por los complejos enzimáticos de la cadena respiratoria. En él se localizan diversas enzimas que intervienen en la transferencia del enlace de alta energía del ATP, como la adenilato kinasa o la creatina quinasa. También se localiza la carnitina, una molécula implicada en el transporte de ácidos grasos desde el citosol hasta la matriz mitocondrial, donde serán oxidados (beta-oxidación).

### Matriz mitocondrial
La matriz mitocondrial o mitosol contiene menos moléculas que el citosol, aunque contiene iones, metabolitos a oxidar, ADN circular bicatenario muy parecido al de las bacterias, ribosomas tipo 55S (70S en vegetales), llamados mitorribosomas, que realizan la síntesis de algunas proteínas mitocondriales, y contiene ARN mitocondrial; es decir, tienen los orgánulos que tendría una célula procariota de vida libre. En la matriz mitocondrial tienen lugar diversas rutas metabólicas clave para la vida, como el ciclo de Krebs y la beta-oxidación de los ácidos grasos; también se oxidan los aminoácidos y se localizan algunas reacciones de la síntesis de urea y grupos hemo.

## Función
La principal función de las mitocondrias es la oxidación de metabolitos (ciclo de Krebs, beta-oxidación de ácidos grasos) y la obtención de ATP mediante la fosforilación oxidativa, que es dependiente de la cadena transportadora de electrones; el ATP producido en la mitocondria supone un porcentaje muy alto del ATP no pertenece a  la celula eucariota en el sentido de ser parte de su estructura original. En realidad, las mitocondrias son orgánulos que se originaron a partir de bacterias que establecieron una relación simbiótica con las células eucariotas sintetizado por la célula. También sirve de almacén de sustancias como iones, agua y algunas partículas como restos de virus y proteínas.
La optimización de la capacidad metabólica de las mitocondrias requiere la convolución de la membrana mitocondrial interna (IMM) en forma de crestas. Las crestas son pliegues especializados donde se localiza el conjunto de los 5 complejos macromoleculares correspondientes a la cadena de transporte de electrones y a la fosforilación oxidativa. Dado que el estrecho compartimento de las crestas representa un cuello de botella importante para la difusión de iones y metabolitos, el control adecuado de la estructura de las crestas es importante para la homeostasis metabólica.
El tamaño y la morfología de la cresta influyen en la difusión interna de solutos y en el área de superficie de la membrana interna, que alberga proteínas de membrana críticas, incluida la ATP sintasa y los complejos de la cadena de transporte de electrones; transportadores de metabolitos e iones, incluida la translocasa de nucleótidos de adenina, el uniportador de calcio (MCU) y el intercambiador de sodio/calcio (NCLX); y muchos más.

### Síntesis mitocondrial de ácidos grasos
La síntesis mitocondrial de ácidos grasos (mtFASII) es esencial para la respiración celular y la biogénesis mitocondrial. También se cree que desempeña un papel como mediador en la comunicación intracelular debido a su influencia en los niveles de lípidos bioactivos como los lisofosfolípidos y los esfingolípidos.
El producto final más conocido del mtFASII es el octanoil-ACP (C8), que también es el sustrato inicial de la biosíntesis del ácido lipoico. Así, el mtFASII actúa sobre importantes complejos enzimáticos del metabolismo energético a través del cofactor ácido lipoico, como el complejo piruvato deshidrogenasa, el complejo α-cetoglutarato deshidrogenasa, el complejo BCKDH y el sistema de clivaje de la glicina (GCS).
Además, otros productos de ácidos grasos de la mtFASII intervienen en la traducción mitocondrial, la biogénesis del centro hierro-azufre y el ensamblaje de los complejos de fosforilación oxidativa.
Por otra parte, los niveles mitocondriales de acetil-CoA se regulan a través de la mtFASII y el ACP acilado.

### Captación de proteínas en las mitocondrias
Las mitocondrias poseen cuatro compartimentos a los cuales pueden llegar las proteínas:
1. Membrana mitocondrial externa
2. Membrana mitocondrial interna
3. Espacio intermembranoso
4. Matriz.

La mayor parte de las proteínas destinadas a la membrana mitocondrial interna cuentan con secuencias de directrices internas que marcan su pertenencia como parte de la molécula. Antes de que esta proteína pueda entrar a la mitocondria, se piensa que pasa por diferentes fenómenos, por ejemplo, se tiene que encontrar en un estado desplegado o extendido. Las chaperonas como Hsp70 y Hsp90 participan en la preparación de los polipéptidos para su captación en las mitocondrias, incluyendo las que se dirigen de manera específica de las proteínas mitocondriales a la superficie citosólica de la membrana mitocondrial externa.
La membrana mitocondrial externa contiene un complejo importador de proteínas llamado complejo TOM, el cual incluye:
1. receptores que reconocen y se unen con proteínas mitocondriales
2. canales recubiertos por proteínas por los cuales pasan los polipéptidos desplegados a través de la membrana externa.

Las proteínas destinadas a la membrana mitocondrial interna o matriz deben pasar por el espacio intermembranoso y acoplarse a un segundo complejo importador de proteínas que se encuentra en la membrana mitocondrial interna, el complejo TIM.
La membrana mitocondrial interna contiene dos complejos TIM mayores: TIM22 y TIM23, la TIM22 se une a proteínas integrales de la membrana mitocondrial interna que contiene una secuencia directriz interna y la inserta en la bicapa lipídica, mientras que la TIM23 se une a proteínas que tienen una presecuencia en el amino terminal, que incluyen todas las proteínas de la matriz, reconoce y traslada a las proteínas a través de la membrana mitocondrial interna y hasta el compartimento acuoso interno. La translocación ocurre en sitios en los que las membranas mitocondriales externa e interna están muy próximas, de manera que la proteína importada puede cruzar ambas membranas al mismo tiempo.
El movimiento hacia la matriz está impulsado por el potencial eléctrico, el cual, a través de la membrana mitocondrial interna, actúa sobre la señal directriz con carga positiva. Cuando entra a la matriz, un polipéptido interactúa con las chaperonas mitocondriales que median la entrada al compartimiento acuoso. También se ha propuesto que las chaperonas actúan como motores generadores de fuerza que usan la energía derivada de la hidrólisis del ATP para “tirar” del polipéptido desplegado a través del poro de translocación, y también se propone que ayudan a la difusión del polipéptido a través de la membrana.

## Origen
La científica estadounidense Lynn Margulis, junto con otros científicos, recuperó en torno a 1980 una antigua hipótesis, reformulándola como teoría endosimbiótica. Según esta versión actualizada, hace unos 2500 millones de años, una célula procariota capaz de obtener energía de los nutrientes orgánicos empleando el oxígeno molecular como oxidante, se fusionó en un momento de la evolución con otra célula procariota o eucariota primitiva al ser fagocitada sin ser inmediatamente digerida, un fenómeno frecuentemente observado. De esta manera se produjo una simbiosis permanente entre ambos tipos de seres: la procariota fagocitada proporcionaba energía, especialmente en forma de ATP, y la célula hospedadora ofrecía un medio estable y rico en nutrientes a la otra. Este mutuo beneficio hizo que la célula invasora llegara a formar parte del organismo mayor, acabando por convertirse en parte de ella: la mitocondria. 
Otro factor que apoya esta teoría es que las bacterias y las mitocondrias tienen mucho en común, tales como el tamaño, la estructura, componentes de su membrana y la forma en que producen energía, entre otras características.
Esta hipótesis tiene entre sus fundamentos la evidencia de que las mitocondrias poseen su propio ADN, ARN, ribosomas y cromosomas y están recubiertas por su propia membrana. Según los análisis filogenéticos del ADN, el ARN ribosómico y el proteoma, las mitocondrias se originaron de una alfaproteobacteria similar a Rickettsia, perteneciente al orden Rickettsiales. Otra evidencia que sostiene esta hipótesis es que el código genético del ADN mitocondrial no suele ser el mismo que el código genético del ADN nuclear. A lo largo de la historia común la mayor parte de los genes mitocondriales han sido transferidos al núcleo, de tal manera que la mitocondria no es viable fuera de la célula hospedadora y ésta no suele serlo sin mitocondrias.

## Enfermedades mitocondriales
Existen enfermedades causadas por un funcionamiento anómalo, que puede deberse a mutaciones, ya sea en el ADN mitocondrial o en genes del ADN del núcleo celular encargados de codificar componentes mitocondriales.

Estas enfermedades también pueden ser resultado de disfunciones mitocondriales adquiridas, derivadas de efectos adversos de drogas, infecciones o causas ambientales. 
El ADN mitocondrial humano contiene información genética para 13 proteínas mitocondriales y algunos ARN; no obstante, la mayoría de las proteínas de las mitocondrias proceden de genes localizados en el ADN del núcleo celular y que son sintetizadas por ribosomas libres del citosol y luego importadas por el organelo. Se han descrito más de 150 enfermedades mitocondriales, como la enfermedad de Luft o la neuropatía óptica hereditaria de Leber. Tanto las mutaciones del ADN mitocondrial como del ADN nuclear dan lugar a enfermedades genéticas mitocondriales que originan un mal funcionamiento de procesos que se desarrollan en las mitocondrias, como alteraciones de enzimas, ARN, componentes de la cadena de transporte de electrones y sistemas de transporte de la membrana interna; muchas de ellas afectan al músculo esquelético y al sistema nervioso central.
El ADN mitocondrial puede dañarse con los radicales libres formados en la mitocondria; así, enfermedades degenerativas relacionadas con el envejecimiento, como la enfermedad de Parkinson, la enfermedad de Alzheimer y las cardiopatías, pueden estar relacionadas con lesiones mitocondriales.

## Pérdida de mitocondrias por evolución
Existen protistas sin mitocondrias que carecen de ellas por una pérdida secundaria o una degeneración de las mismas, para adaptarse a un modo de vida parásito, intracelular o anaerobio.

## El papel de la mitocondria en la fertilidad femenina
La fertilidad femenina se ve afectada por el envejecimiento, teniendo el pico de la capacidad de reproducción a los 25 años aproximadamente, el cual declina con la edad, disminuyendo considerablemente a partir de los 37 años. Numerosos estudios sugieren que una disminución de la calidad del oocito es el causante de la disminución de la capacidad reproductiva relacionada con la edad, y aunque los mecanismos subyacentes aún se desconocen, algunos científicos hipotetizan con que alteraciones en la mitocondria podrían ser los factores clave que medien la capacidad reproductiva (Benkhalifa et al., 2014; Ramalho-Santos et al., 2009; Schatten et al., 2014).

### La mitocondria en el oocito y el embrión
Como se ha comentado anteriormente, la función principal de las mitocondrias es la obtención de energía vía ATP ya sea por el Ciclo de Krebs o por la vía glucolítica, y son fundamentales para el funcionamiento de las células, ya que su deficiencia puede conllevar a la apoptosis (muerte) de la célula. Los procesos por los que pasa el oocito antes de la ovulación y fertilización requieren de ATP, así como los primeros pasos del desarrollo embrionario, cuya eficacia ha sido relacionada con la función y actividad mitocondrial (Benkhalifa et al., 2014; Pang et al., 2013). Las mitocondrias de oocitos maduros y embriones pre-implantados pasan por transformaciones en su estructura y en su distribución citoplasmática. En los oocitos, la mitocondria es ovalada y tiene una matriz celular densa. Una vez pasado el estadio de mórula, estos cambios estructurales resultan en un aumento de la producción de ATP y en su metabolismo oxidativo. Se ha observado que en algunos embriones incapaces de desarrollarse hay mitocondrias que no han sufrido esta modificación morfológica.
Principalmente, el oocito produce su energía vía fosforilación oxidativa casi totalmente, ya que la glucólisis se encuentra limitada por una baja expresión de la fosfofructoquinasa. Por el contrario, las células del cumulus oophorus tienen una gran capacidad glucolítica y le aportan al oocito piruvato por las uniones gap, para así poder producir ATP. La comunicación entre ambos tipos de células es bidireccional, haciendo que alteraciones en la actividad metabólica en el cúmulos oophorus pueda modificar la viabilidad de los oocitos. Una prueba de ello fue un estudio de 2014 realizado por Hsu et al. donde demostraban por primera vez que las mujeres con endometriosis, cuando se han usado técnicas de reproducción asistida, tienen una disminución de ATP por las células del cúmulus que hace que el número de oocitos maduros y las tasas de implantación se vean alterados. Posiblemente esto sea porque se haya dado una disfunción mitocondrial.
Por otro lado, la utilización de hormonas en la estimulación ovárica podría afectar al sistema reproductor femenino, haciendo que aumente el número de células del cúmulus en apoptosis, disminuyendo así el piruvato que llega a los oocitos, influyendo por tanto en su calidad (Dell’Aquila et al., 2009; Eichenlaub-Ritter et al., 2011).

### Efectos del estrés oxidativo
El estrés oxidativo se produce por una inestabilidad entre la producción de especies reactivas de oxígeno (ROS) y las moléculas antioxidantes que lo neutralizan. Una mayor producción de ROS puede provocar un aumento del daño de las enzimas mitocondriales. Los niveles de producción de ROS se pueden ver alterados por factores intrínsecos al individuo como puede ser el estilo de vida —que hace que se acumule con los años—, obesidad, resistencia a insulina, endometriosis, síndrome de ovario poliquístico, etcétera. También, hay factores externos en las terapias de reproducción asistida, como pueden ser la exposición a la luz visible, un pH no ideal y la temperatura, los que pueden aumentar los niveles de producción de ROS. Es por todo ello que hay un aumento del estrés oxidativo que conlleva a una menor probabilidad de concepción en estas terapias. Aunque hay células dentro del tejido ovárico que podrían tener un efecto antioxidante, no es suficiente para combatirlo. Además, la capacidad antioxidante se va perdiendo con los años, por lo que una mujer de 38 años tendrá un aumento de estrés oxidativo comparado con el de una mujer de 32.
Se cree que el efecto negativo del estrés oxidativo para la concepción y el desarrollo del embrión viene dado porque afecta al ADN mitocondrial, lo que puede conllevar a una pérdida crítica de función y, por lo tanto, a una disminución de ATP. Hay estudios que también relacionan los niveles de calcio con fallos en la función mitocondrial.

### Terapias mitocondriales en la reproducción asistida
El trasplante autólogo de mitocondrias se ha considerado como una opción terapéutica para aquellas mujeres que han tenido varios intentos fallidos de fertilización in vitro. AUGMENT (por sus siglas en inglés, germline mitochondrial energy transfer, Sinclair, 2013), por ejemplo, es un procedimiento que consiste en la obtención de precursores de células ováricas de la corteza ovárica mediante laparoscopia. Posteriormente se aislarían sus mitocondrias, las cuales están en condiciones óptimas, y se transferirían en el oocito junto con el esperma mediante inyección intracitoplasmática. Esta técnica no ha sido aprobada por la Administración de Medicamentos y Alimentos de Estados Unidos, y no es clara su eficacia. Sin embargo, la técnica ha funcionado en numerosas mujeres y ha permitido que pudieran concebir.